# 杨望
杨望（1905年—1928年9月1日），男，广东海丰人，中国共产党早期领导人。

## 生平
杨望生于广东海丰县海城。高小毕业时，海丰县总农会成立，即投身于农民运动。次年被选派到农讲所学习，并参加共青团，毕业后担任公平区农协会宣传员，后调县农协，先后任特派员、执行委员。民国十五年（1926年），加入中国共产党。同年5月1日，广东省农代会在广州召开，代表海丰出席会议，汇报海丰农民运动的情况。是年秋，被派到东江工农运动讲习所学习；不久调任国民党中央农民部特派员。在广东农民协会和共青广东区委青农部工作。1927年，四一五事件广州大屠杀，中共派他叫海丰领导农民暴动。他参与领导海陆丰三次农民起义，带领部分农军参与作战数十次立下战功。第二次起义胜利后，海丰苏维埃政府成立，当选为中共东江特委兼任海丰县委农民部长。不久调任中共陆丰县委书记。
1928年4月13日，广东省委召开第一次扩大会议，当选为省委委员。5月，海(丰)陆(丰)惠(州)紫(金)四县暴动委员会成立，当选为主席。9月1日，率工农武装在海城北面的新寮村截击保护地主下乡收租的武装，不幸中弹牺牲，年仅23岁。